# Nobuyuki Watanabe
Nobuyuki Watanabe (jap. 渡邊 信之, Watanabe Nobuyuki; * 25. Juli 1930 in der Präfektur Miyazaki; † 20. August 2019) war ein seit 1958 praktizierender Aikidōka.

## Leben
1960 wurde er Uchi-Deshi im Aikikai Honbu Dōjō unter dem Begründer des Aikidō, Ō-Sensei Ueshiba Morihei.
Nobuyuki Watanabe Sensei hielt den 8. Dan und lehrte bis zu seinem 80. Lebensjahr als Shihan im Aikikai Honbu Dōjō in Tokio. Seine Demonstrationen des Kokyū, mit dessen Hilfe er Gegner ohne Berührung warf, riefen sowohl in Japan als auch in Deutschland immer wieder Zweifel und Erstaunen bei seinen Zuschauern hervor. Es wird vermutet, dass diese Techniken eher der Demonstration des Prinzips aiki (harmonische Kraft) als der Selbstverteidigung dienten.
Beruflich war er als Chiropraktiker tätig. Er machte in Deutschland die Isogai Dynamic Therapy® bekannt, eine chiropraktische Methode zum Ausgleich von funktionellen Beinlängendifferenzen.
Seit 1986 kam er regelmäßig nach Deutschland und gab Lehrgänge, u. a. in München, Berlin und Birach.
Bisweilen unterrichtete er im engeren Schülerkreis auch Iaidō, wobei er Omori Ryū (=die Schule des Omori) bevorzugte.
Als Shihan der Aikikai-Stiftung (Zaidan hōjin aikikai) war Nobuyuki Watanabe Sensei berechtigt Kyū- und Danprüfungen abzunehmen. Diese Prüfungen wurden in Deutschland in seinem Auftrag vom KenBuKai e. V. durchgeführt.